# Enrique Krauss
Juan Enrique Krauss Rusque (Valdivia, 8 de enero de 1932) es un abogado y político chileno. Militante democratacristiano, colectividad de la cual ejerció como presidente entre 1997 y 1999. Se desempeñó como diputado de la República entre mayo y septiembre de 1973, y luego entre marzo de 1998 y marzo de 2002, además fue ministro de Estado de los presidentes Eduardo Frei Montalva y Patricio Aylwin, en las carteras de Economía e Interior respectivamente y, como diplomático, prestando servicios en representaciones chilenas en países de Sudamérica y Europa, bajo los gobiernos de la Concertación.

## Biografía

### Familia
Nació en el seno de una familia de clase media conformada por el militante radical Ananías Krauss Ramos (descendiente de la familia judío-alemana Krauss, en Chile), quien fuera funcionario de la Caja Nacional de Ahorros, y Mercedes Rusque Adrián, media hermana del exparlamentario y ministro del presidente Arturo Alessandri, Vicente Adrián Villalobos. Sus abuelos maternos tenían tradición presbiteriana.
Estuvo casado con Elena Gabriela Valle Valle, con quien tuvo cuatro hijos, entre los que se cuenta Claudia Verónica, José Gabriel (publicista) y Alejandra, quien fuera ministra de Estado durante el gobierno del presidente Ricardo Lagos entre 2000 y 2002, y en el segundo mandato de Michelle Bachelet entre 2016 y 2018. En la actualidad está casado con Bárbara Cuadra Munilla.
Además, es voluntario honorario de la decimotercera compañía del Cuerpo de Bomberos de Santiago y, socio del Club de La Unión, Automóvil Club de Chile y del Club de Abogados de Chile.

### Estudios y vida laboral
Realizó los estudios secundarios en el Instituto Nacional General José Miguel Carrera y en el Liceo Manuel Barros Borgoño de la capital. Más tarde, a pesar de que le interesaba estudiar periodismo que por diversas razones no pudo, ingresó a estudiar derecho en la Escuela de ese ramo de la Universidad de Chile de la misma ciudad. Se tituló como abogado el 6 de julio de 1959 con una memoria crítica sobre la previsión social.
Ejerció como procurador en el estudio jurídico de Luis Alemparte, Francisco Pinto y Mario Rivera entre 1953 y 1960. Desde 1954 hasta 1965 fue funcionario de la  Cámara de Diputados del Congreso Nacional como ayudante de Comisiones.
Más tarde, creó su propio estudio en Santiago: Krauss y Donoso, el que se especializó en materias civiles y asesorías comerciales. Trabajó como abogado de Compañías de Seguros y de la Sociedad de Fomento Fabril (Sofofa). Por otra parte, ha sido socio de Producción de Viviendas Ltdas., presidente de Promoción de Viviendas S.A., director de VIVIEO S.A y director de la Asociación de Ahorro y Préstamo Libertad.

## Vida pública
Católico devoto y lector de la biblia, en 1949 —junto a compañeros de estudios— ingresó a militar en la Falange Nacional (FN), que junto a otros movimientos en 1957 se convertiría en el Partido Demócrata Cristiano (PDC).

### Subsecretario, cargos partidistas y primer periodo como diputado

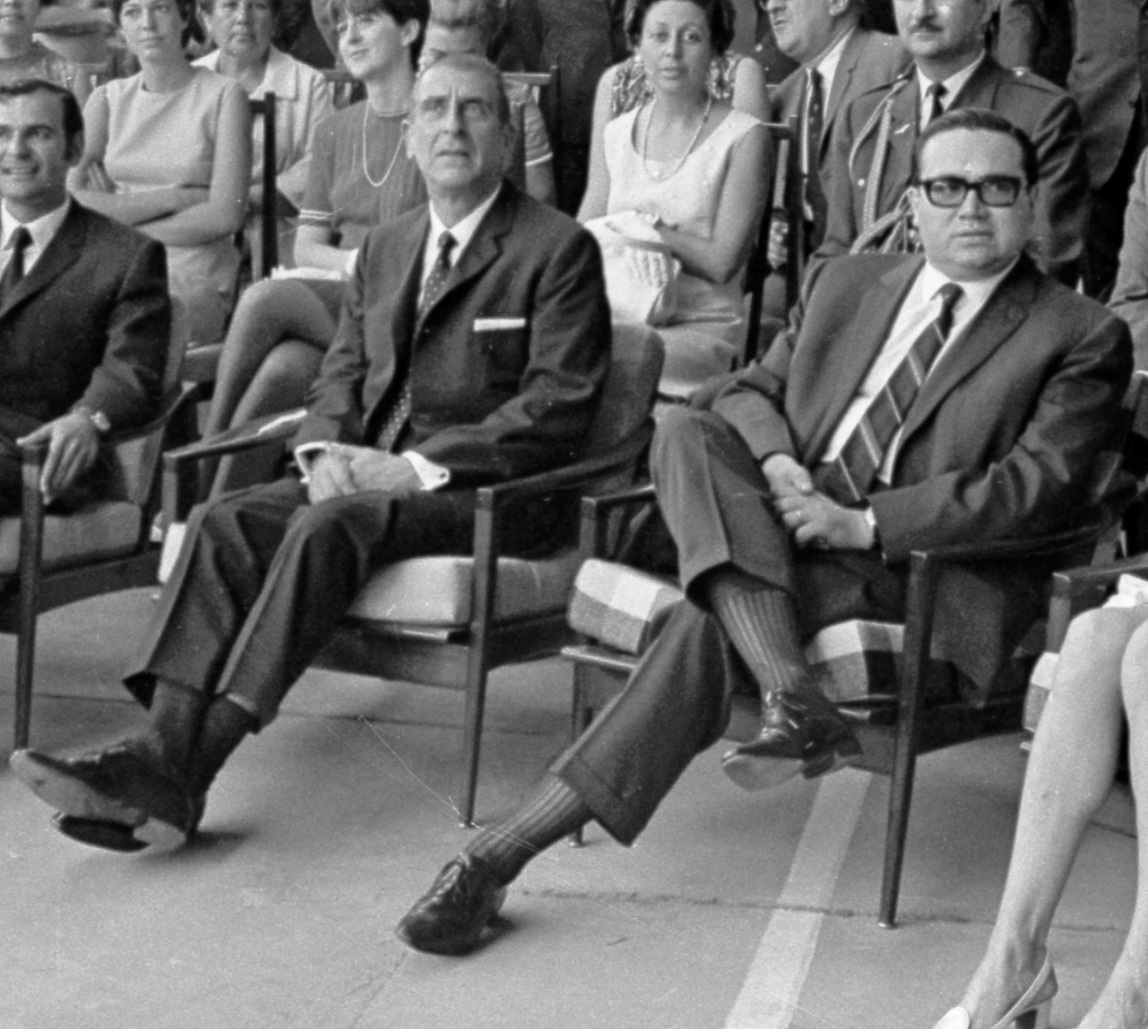
Enrique Krauss (derecha) junto a Eduardo Frei Montalva.

Por su trayectoria en la cartera de Interior, fue designado como subsecretario del Interior durante el gobierno del también democratacristiano Eduardo Frei Montalva (1966-1968). Fue de igual manera nombrado ministro de Economía, Fomento y Reconstrucción por un breve periodo, entre el 30 de septiembre de 1968 hasta el 5 de septiembre de 1969.
Como miembro del PDC, entre 1969 y 1970 fue designado jefe nacional de la campaña presidencial de Radomiro Tomic, quien fue derrotado por el socialista Salvador Allende. Entre 1971 y 1973 —bajo el gobierno de este último— fue miembro del Consejo Nacional de Televisión (CNTV). Además, entre 1971 y 1975 integró la directiva nacional del PDC y entre 1976 y 1978 fue consejero nacional, siendo reelecto para los períodos 1982 a 1984 y 1987 a 1989.
En las elecciones parlamentarias de 1973, resultó electo como diputado por Vigesimoprimera Agrupación Departamental de Temuco, Lautaro, Imperial, Pitrufquén y Villarrica, para el período legislativo 1973-1977. En una elección en la que resultó elegido con la tercera mayoría detrás de Rosendo Huenumán y Hardy Momberg Roa.
En representación de la Democracia Cristiana, integró la Comisión Permanente de Relaciones Exteriores. El golpe de Estado del 11 de septiembre de 1973, puso término anticipado al período. El Decreto-Ley 27, de 21 de septiembre de ese año, disolvió el Congreso Nacional y declaró cesadas las funciones parlamentarias a contar de la fecha. Durante 
dictadura militar del general Augusto Pinochet ejerció su profesión en la Vicaría de la Solidaridad (1976-1990).
En 1987 tuvo a su cargo las relaciones internacionales de su partido hasta 1989, año en que fue electo vicepresidente nacional de la colectividad.

### Gobiernos de la Concertación
Finalizado la dictadura militar de Augusto Pinochet, fue ministro del Interior de Patricio Aylwin durante todo su periodo, de 1990 a 1994, tocándole enfrentar episodios tan complejos como el asesinato del senador UDI Jaime Guzmán o los «pinocheques», que desembocaron acciones de las Fuerzas armadas como el «ejercicio de enlace» y el «boinazo», donde tuvo que actuar como vicepresidente de la República, (al ser ministro del Interior), reemplazando al presidente Aylwin, debido a que se encontraba en un viaje en Europa camino a Moscú.
Tras dejar el gobierno trabajó en el área jurídica de Telefónica Chile. Fue presidente del Partido Demócrata Cristiano entre 1997 y 1999, dejando el cargo tras la aplastante derrota de Andrés Zaldívar a manos de Ricardo Lagos en las elecciones primarias de la Concertación de ese año.
Ejerció su segundo periodo como diputado entre 1998 y 2002, representando al distrito 22 de la Región Metropolitana de Santiago. Integró la Comisión Permanente de Constitución, Legislación y Justicia; y la de Economía, Fomento y Reconstrucción.
Intentó llegar al Senado por la Región de Tarapacá en las elecciones parlamentarias de 2001, pero resultó derrotado frente su compañero de lista, el entonces PPD Fernando Flores, y otros tres contendores.
Posteriormente —durante las presidencias de Ricardo Lagos y Michelle Bachelet— asumió las embajadas de Chile en España y Ecuador, respectivamente. En 2009 fue designado por Michelle Bachelet a cargo de la representación chilena en Praga, República Checa.

### Otras actividades
Ha sido colaborador ocasional en páginas de El Mercurio de Santiago entre 1953-1958 y del Imparcial; de La Prensa de Santiago; y de los diarios de la cadena Sociedad Periodística del Sur (SOPESUR) entre 1971 y 1980. Fue columnista del diario La Tercera de Santiago, entre 1979 y 1986 y 1996 y 1997; del diario Las Últimas Noticias de Santiago; del diario El Sur de Concepción entre 1994 y 1996; y del diario La Época de Santiago entre 1996 y 1997. Ha publicado artículos de opinión en los diarios el ABC y El País de España.

## Historial electoral

### Elecciones parlamentarias de 1973
- Elecciones parlamentarias de 1973, candidato a diputado por la Provincia de Cautín[16]

### Elecciones parlamentarias de 1997
- Elecciones parlamentarias de 1997, candidato a diputado por el Distrito 22, Santiago[17]

### Elecciones parlamentarias de 2001
- Elecciones parlamentarias de 2001, candidato a senador por la Circunscripción 1, Tarapacá[18]